# Nivea Smith
Nivea Smith (* 18. Februar 1990) ist eine ehemalige bahamaische Sprinterin.

## Sportliche Laufbahn
Erste internationale Erfahrungen sammelte Anthonique Strachan bei den CARIFTA-Games 2005 in Bacolet, bei denen sie im 100-Meter-Lauf in 11,94 s den fünften Platz in der U17-Altersklasse belegte, während sie über 200 Meter in 24,16 s auf Rang vier gelangte. Anschließend nahm sie über 200 Meter an den Jugendweltmeisterschaften in Marrakesch teil und schied dort mit 25,47 s im Halbfinale aus. Zudem erreichte sie mit der bahamaischen Sprintstaffel (1000 Meter) in 3:18,08 min nicht das Finale. Daraufhin schied sie bei den Panamerikanischen Juniorenmeisterschaften in Windsor mit 24,93 s in der ersten Runde aus. Im Jahr darauf siegte sie bei den CARIFTA-Games in Les Abymes in 23,66 s im 200-Meter-Lauf, gewann in 11,90 s Bronze über 100 Meter sowie jeweils die Silbermedaille in der 4-mal-100- und 4-mal-400-Meter-Staffel. Anschließend gewann sie bei den Zentralamerika- und Karibikjuniorenmeisterschaften in Port of Spain in der U18-Kategorie in 24,23 s die Bronzemedaille über 200 Meter und wurde über 100 Meter in 12,02 s Vierte. Mit der 4-mal-100-Meter-Staffel nahm sie anschließend an den Juniorenweltmeisterschaften in Peking teil und konnte sich dort mit 45,41 s aber nicht für das Finale qualifizieren. Bei den CARIFTA-Games 2007 in Providenciales siegte sie in 23,45 s über 200 Meter sowie in der 4-mal-100-Meter-Staffel in der U20-Altersklasse und wurde im Weitsprung mit einer Weite von 4,91 m Zehnte. Anschließend gewann sie bei den Jugendweltmeisterschaften in Ostrava in 23,69 s die Bronzemedaille und schied mit der Sprintstaffel (1000 Meter) mit 2:13,04 min im Vorlauf aus. Bei den CARIFTA-Games 2008 in Basseterre siegte sie in 23,61 s über 200 Meter sowie mit neuem Meisterschaftsrekord von 44,36 s auch in der 4-mal-100-Meter-Staffel, während sie mit der 4-mal-400-Meter-Staffel auf Rang vier gelangte. Bei den Juniorenweltmeisterschaften in Bydgoszcz schied sie mit 23,84 s im Halbfinale aus und mit der 4-mal-100-Meter-Staffel belegte sie im Finale in 44,61 s Rang vier. Ihre letzten CARIFTA-Games bestritt Smith 2009 in Vieux-Fort, bei denen sie sich über 200 Meter in 23,36 s der Jamaikanerin Jura Levy geschlagen geben musste. Auch mit der Staffel gewann sie in 45,43 s die Silbermedaille.
2011 siegte sie in 22,80 s bei den CAC-Meisterschaften in Mayagüez über 200 Meter und gewann in 43,74 s die Bronzemedaille mit der Staffel hinter den Mannschaften aus Trinidad und Toago sowie Jamaika. Damit qualifizierte sie sich auch für die Weltmeisterschaften in Daegu, bei denen sie mit 23,06 s im Halbfinale ausschied und sich mit der Staffel nicht für das Finale qualifizieren konnte. Zwei Jahre später qualifizierte sie sich erneut für die Weltmeisterschaften in Moskau, bei denen sie diesmal mit 23,25 s in der ersten Runde ausschied. Bei den IAAF World Relays 2014 auf den Bahamas belegte sie mit der 4-mal-200-Meter-Staffel in 1:31,31 min Rang vier und bei den Commonwealth Games in Glasgow erreichte sie das Halbfinale über 200 Meter, in dem sie mit 23,22 s ausschied. Zudem wurde sie mit der Staffel in 44,25 s Sechste. 2016 bestritt sie ihre letzten Wettkämpfe und beendete daraufhin ihre Profikarriere.
2010 und 2014 wurde Smith bahamaische Meisterin im 200-Meter-Lauf.

## Persönliche Bestzeiten
- 100 Meter: 11,51 s (−0,1 m/s), 14. Mai 2011 in Athens
  - 60 Meter (Halle): 7,49 s, 3. Februar 2012 in Blacksburg
- 200 Meter: 22,71 s (+0,2 m/s), 26. Juni 2010 in Nassau
  - 200 Meter (Halle): 23,12 s, 12. März 2010 in Fayetteville